# 고쿠라 타워
고쿠라 타워(일본어: 小倉タワー, KOKURA TOWER)는 후쿠오카현 기타큐슈시 고쿠라키타구 바샤쿠에 위치하고 있는 초고층 아파트이다. 설계자는 IAO 다케다 설계와 도다 건설이 공동으로 설계를 맡았고, 시공사는 도다 건설이다.

## 용도
- 주택 (분양 아파트)
- 점포

## 층별 안내도
- 2 ~ 28층 : 분양 아파트 147 가구
- 1층 : 아파트 출입구, 상가 (미용실 외)
- 지하 1·2층 : 거주민 전용 주차장

## 같이 보기
- 고쿠라 D.C. 타워